# Hugues-Bernard Maret, Duque de Bassano
Hugo Bernardo Marré (em francês: Hugues-Bernard Maret; Dijon, 1 de maio de 1763 — Paris, 13 de maio de 1839) foi um político francês.
Ocupou o cargo de primeiro-ministro da França, de 10 a 18 de Novembro de 1834.